# Ambergris Caye
 Ambergris Caye (in spagnolo Cayo Ambergris o Cayo Ámbar Gris) è la più grande isola del Belize ed una delle principali mete turistiche del paese.

## Geografia
L'unico centro abitato sull'isola è San Pedro (circa 10 400 abitanti). L'isola ha una forma allungata parallela alla grande barriera corallina del Belize. È separata dalla prospiciente penisola di Xcalac tramite uno stretto canale parzialmente artificiale chiamato Boca Bacalar Chico che costituisce il confine con il Messico.
Nella parte settentrionale dell'isola si trova un piccolo altopiano chiamato Basil Jones, dal nome del primo proprietario dell'area (un magistrato vissuto intorno al 1790), e l'altopiano è ricoperto di fertile terra nera, forse portata dai Maya per le coltivazioni; la parte centrale e quella orientale dell'isola sono caratterizzate da una zona ricca di paludi e di foreste di mangrovie, mentre nella parte esposta a ovest e nella parte meridionale vi sono ampie spiagge e dune di sabbia. In questa parte si trova anche la cittadina di San Pedro.
Ambergris Caye, per la sua posizione fra la baia di Chetumal e quella di Corozal e la vicinanza degli estuari del Rio Hondo e del New River, nell'antichità ebbe un ruolo strategico nell'attività commerciale dei Maya: ad Ambergris Caye giungevano le merci fin da Pachuca (Messico centrale) e dagli altipiani del Guatemala; le tracce della civiltà Maya presenti sull'isola non sono comparabili con quelle della terraferma: mancano edifici cerimoniali e residenziali di prestigio, l'isola era infatti prevalentemente abitata da agricoltori e pescatori.
Attualmente la principale fonte economica dell'isola è il crescente turismo subacqueo ed ecoturismo, Ambergris Caye dista infatti pochi km dalla barriera corallina del Belize.